# Seznam vrcholů ve Džbánu

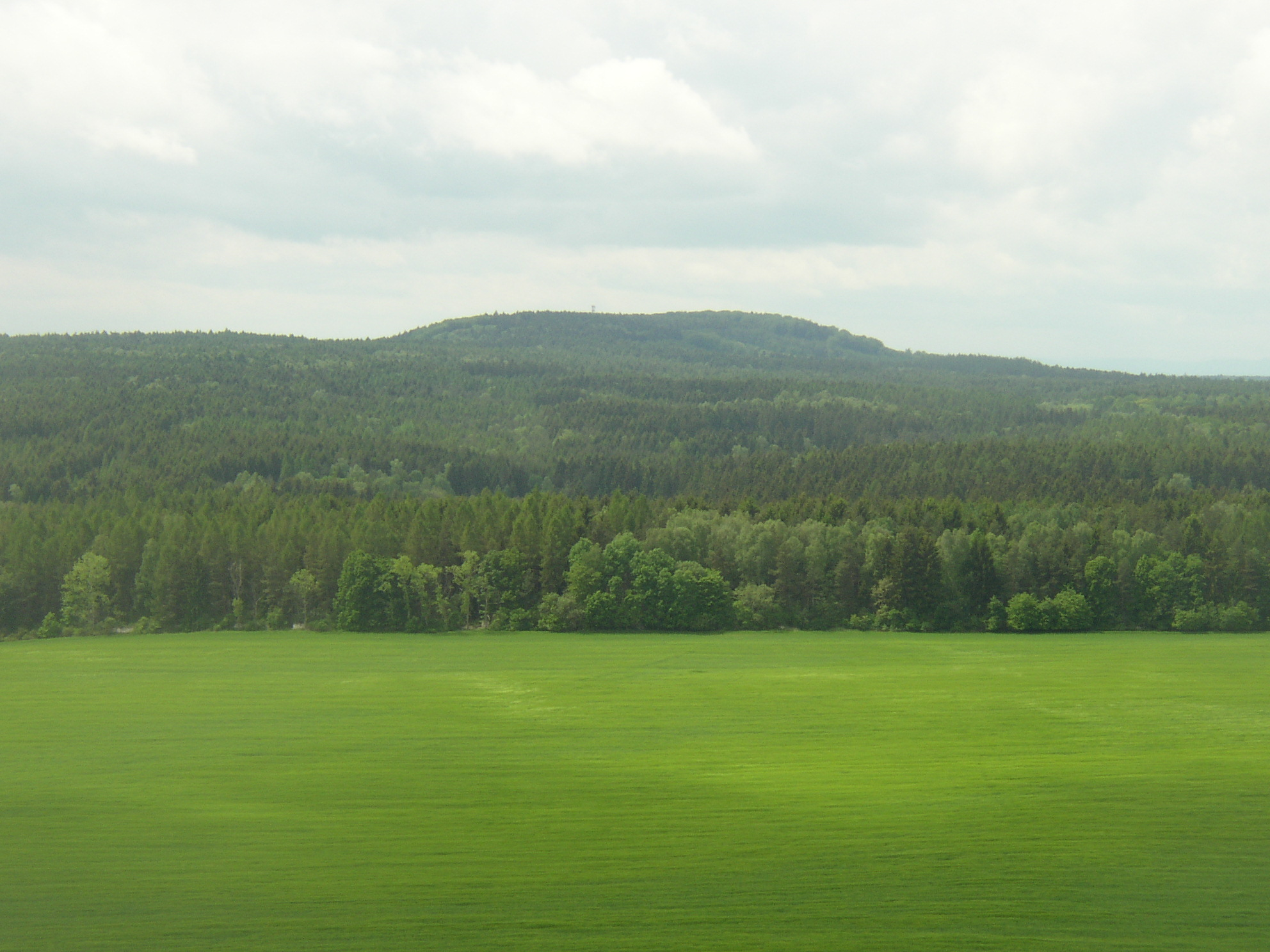
Louštín (538 m)

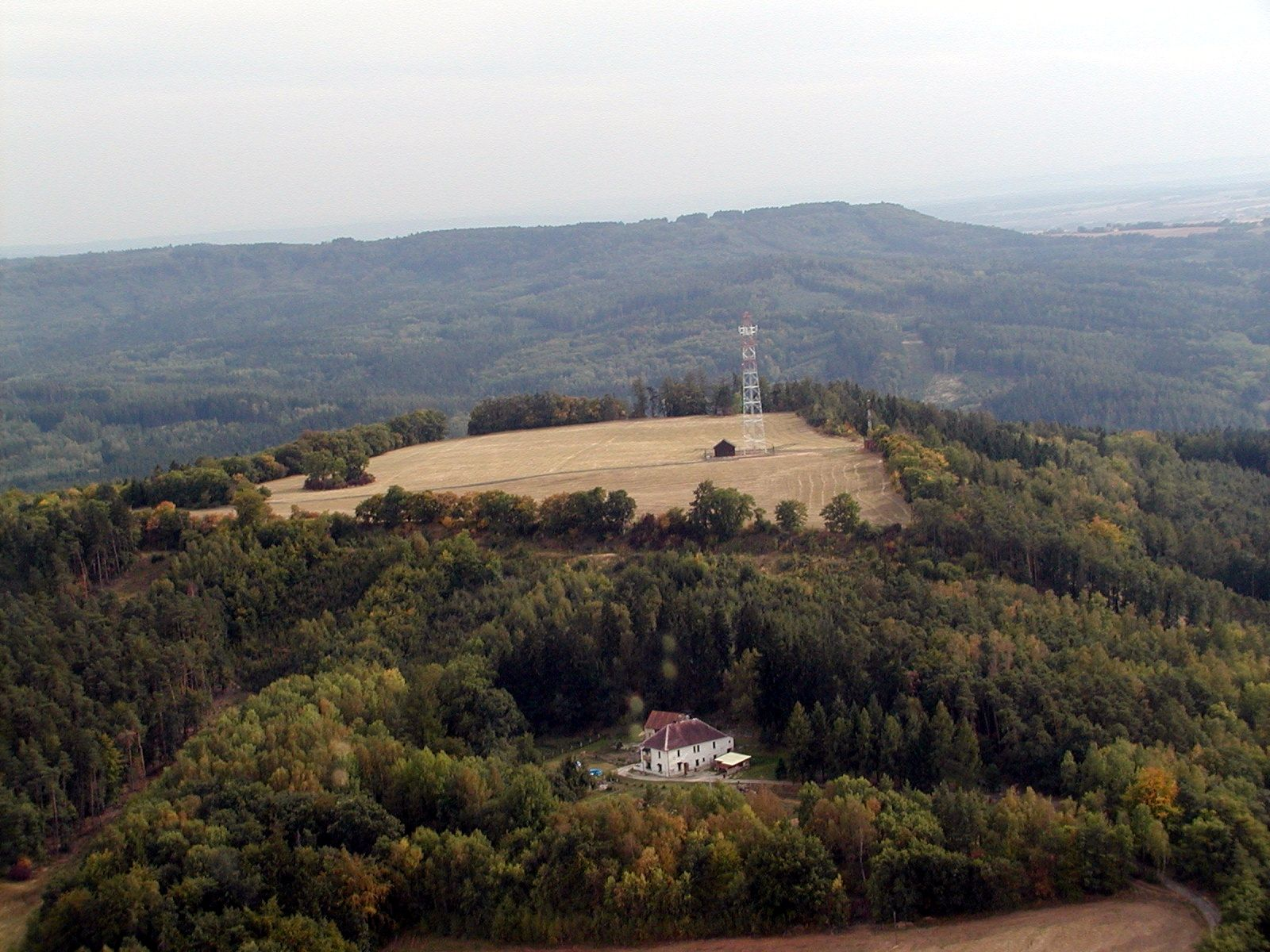
Výrov (509 m)

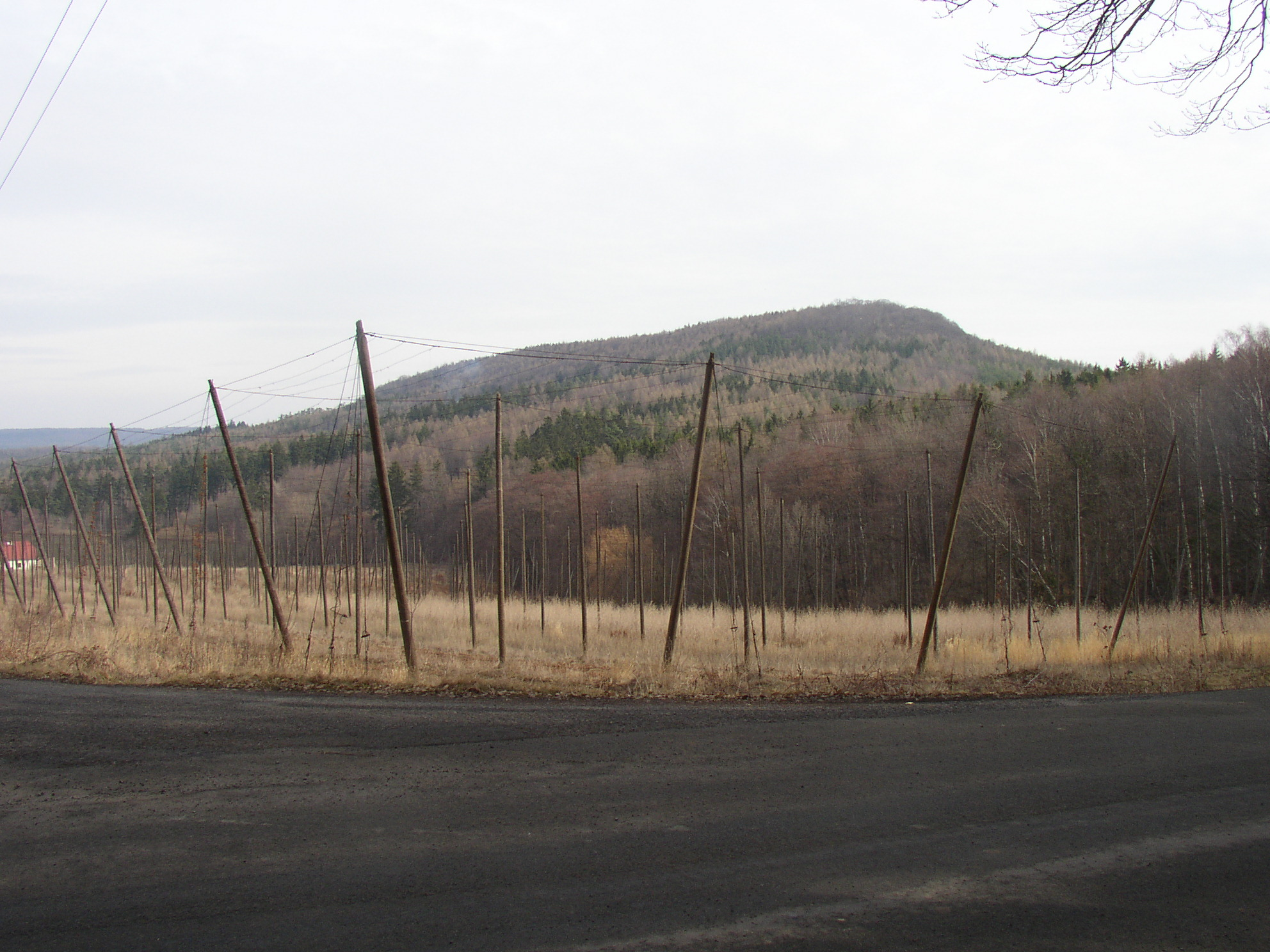
Pravda (484 m)

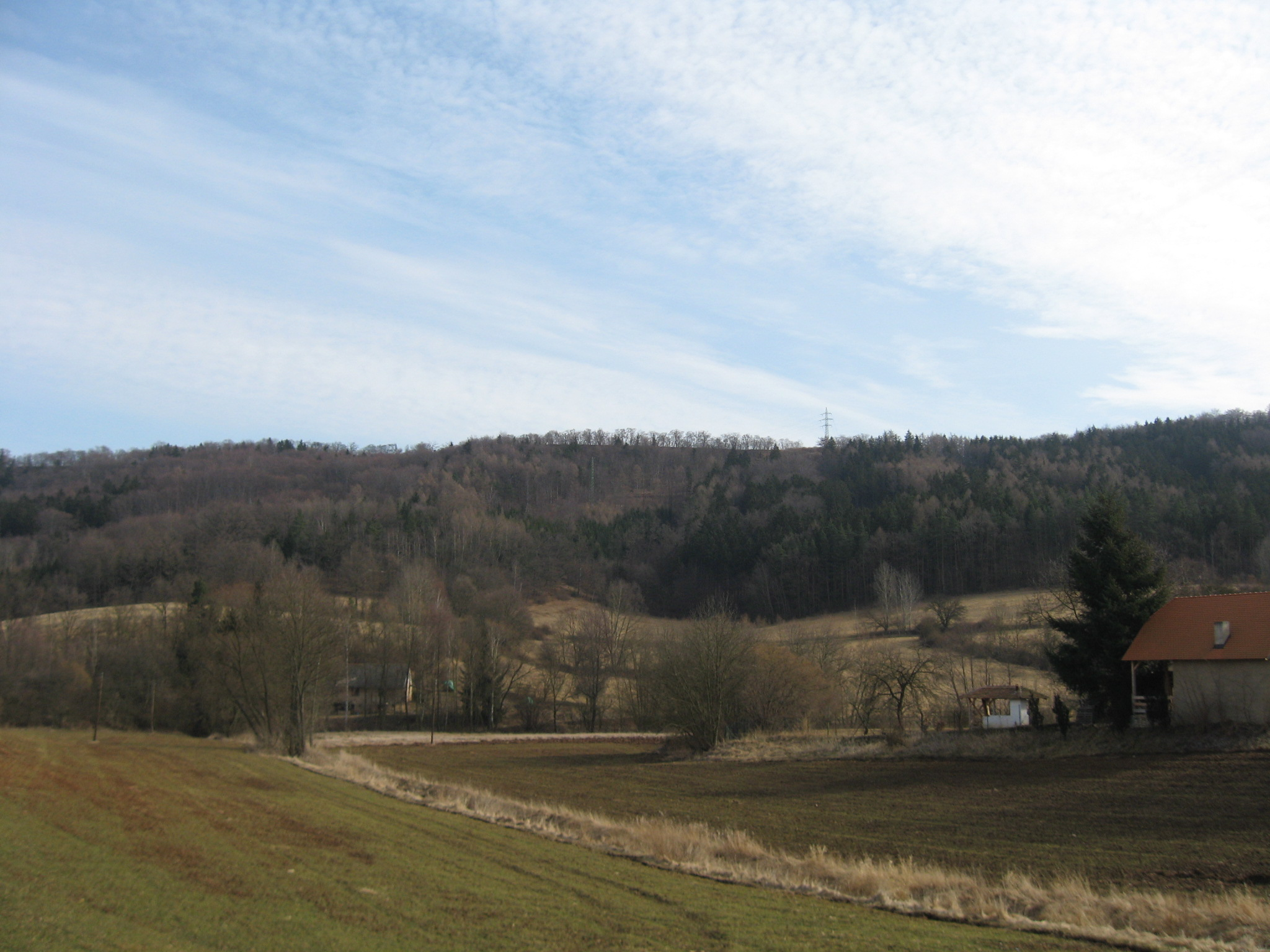
Dřevíč (464 m)

Seznam vrcholů ve Džbánu obsahuje pojmenované džbánské vrcholy. Seznam je založen na údajích dostupných na stránkách Mapy.cz. Jako hranice pohoří byla uvažována hranice stejnojmenného geomorfologického celku.

## Seznam vrcholů podle výšky
Seznam vrcholů podle výšky obsahuje pojmenované vrcholy s výškou nad 400 m n. m.
| #   | Vrchol       | Výška m n. m. | Souřadnice                       | Okrsek                    | Přístup                                                                             |
| --- | ------------ | ------------- | -------------------------------- | ------------------------- | ----------------------------------------------------------------------------------- |
| 1.  | Louštín      | 538           | 50°09′54″ s. š., 13°47′30″ v. d. | Novostrašecká pahorkatina | zelená turistická značka · místnížlutá turistická značka · naučná turistická značka |
| 2.  | Džbán        | 536           | 50°12′13″ s. š., 13°45′07″ v. d. | Třebocká vrchovina        | červená turistická značka · žlutá turistická značka                                 |
| 3.  | Pískový vrch | 526           | 50°13′29″ s. š., 13°40′12″ v. d. | Domoušická vrchovina      | neznačeno                                                                           |
| 4.  | Malý Louštín | 526           | 50°09′44″ s. š., 13°48′58″ v. d. | Novostrašecká pahorkatina | zelená turistická značka · místnížlutá turistická značka                            |
| 5.  | Zadní Rovina | 524           | 50°13′18″ s. š., 13°42′17″ v. d. | Domoušická vrchovina      | neznačeno                                                                           |
| 6.  | Králka       | 516           | 50°12′08″ s. š., 13°47′52″ v. d. | Srbečská pahorkatina      | neznačeno                                                                           |
| 7.  | Výrov        | 509           | 50°15′29″ s. š., 13°39′10″ v. d. | Domoušická vrchovina      | červená turistická značka                                                           |
| 8.  | Opuka        | 509           | 50°11′43″ s. š., 13°49′04″ v. d. | Srbečská pahorkatina      | neznačeno                                                                           |
| 9.  | Kopaniny     | 507           | 50°11′21″ s. š., 13°50′17″ v. d. | Srbečská pahorkatina      | neznačeno                                                                           |
| 10. | Žalý         | 506           | 50°10′00″ s. š., 13°51′15″ v. d. | Novostrašecká pahorkatina | neznačeno                                                                           |
| 11. | Špičák       | 490           | 50°14′07″ s. š., 13°39′57″ v. d. | Domoušická pahorkatina    | neznačeno                                                                           |
| 12. | Mackova hora | 488           | 50°09′29″ s. š., 13°53′14″ v. d. | Novostrašecká pahorkatina | neznačeno                                                                           |
| 13. | Pravda       | 484           | 50°14′30″ s. š., 13°42′53″ v. d. | Domoušická vrchovina      | modrá turistická značka · zelená turistická značka · žlutá turistická značka        |
| 14. | Čihadlo      | 482           | 50°13′58″ s. š., 13°45′15″ v. d. | Domoušická vrchovina      | neznačeno                                                                           |
| 15. | Vošková      | 469           | 50°13′30″ s. š., 13°51′06″ v. d. | Srbečská pahorkatina      | modrá turistická značka                                                             |
| 16. | Dřevíč       | 464           | 50°14′59″ s. š., 13°49′33″ v. d. | Třebocká vrchovina        | červená turistická značka                                                           |
| 17. | Podhora      | 459           | 50°14′55″ s. š., 13°45′37″ v. d. | Domoušická vrchovina      | neznačeno                                                                           |
| 18. | Amálie       | 454           | 50°10′39″ s. š., 13°45′33″ v. d. | Novostrašecká pahorkatina | neznačeno                                                                           |
| 19. | Štít         | 445           | 50°15′48″ s. š., 13°50′24″ v. d. | Třebocká vrchovina        | neznačeno                                                                           |
| 20. | Okrouhlík    | 444           | 50°16′48″ s. š., 13°44′10″ v. d. | Třebocká vrchovina        | neznačeno                                                                           |
| 21. | Háj          | 439           | 50°12′02″ s. š., 13°55′29″ v. d. | Srbečská pahorkatina      | neznačeno                                                                           |
| 22. | Okrouhlík    | 420           | 50°14′38″ s. š., 13°54′47″ v. d. | Srbečská pahorkatina      | neznačeno                                                                           |
| 23. | Lavička      | 407           | 50°16′40″ s. š., 13°47′57″ v. d. | Třebocká vrchovina        | neznačeno                                                                           |
| 24. | Červený vrch | 400           | 50°15′23″ s. š., 13°43′12″ v. d. | Domoušická vrchovina      | neznačeno                                                                           |

## Seznam vrcholů podle prominence
Seznam vrcholů podle prominence obsahuje všechny hory a kopce s prominencí (relativní výškou) nad 100 metrů, bez ohledu na nadmořskou výšku. Takové jsou ve Džbánu 2. Nejprominentnějším vrcholem je nejvyšší Louštín (prominence 133 m), následovaný Výrovem (120 m).
| #  | Vrchol  | Výška m n. m. | Promi- nence | Izolace (km)        | Souřadnice                       | Okrsek                    | Přístup                                                                             |
| -- | ------- | ------------- | ------------ | ------------------- | -------------------------------- | ------------------------- | ----------------------------------------------------------------------------------- |
| 1. | Louštín | 0538          | 133          | 18,7 → Štulec       | 50°09′54″ s. š., 13°47′30″ v. d. | Novostrašecká pahorkatina | zelená turistická značka · místnížlutá turistická značka · naučná turistická značka |
| 2. | Výrov   | 0509          | 120          | 03,5 → Pískový vrch | 50°15′29″ s. š., 13°39′10″ v. d. | Domoušická vrchovina      | červená turistická značka                                                           |